# Mount Ericsson
Mount Ericsson – szczyt w USA, w środkowej części stanu Kalifornia, położony 32 km na północny zachód od miasta Lone Pine, w hrabstwie Tulare w Kings Canyon National Park. Jest to jeden z najwyższych szczytów w górach Sierra Nevada oraz w Kalifornii. Obecną nazwę szczytowi nadano w 1896 roku na cześć szwedzkiego inżyniera i wynalazcy, pracującego w Stanach Zjednoczonych, Johna Ericssona.